# 新貞老
新 貞老（あたらし さだお、1827年11月7日（文政10年9月18日） - 1900年（明治33年）3月9日）は、幕末の鳥取藩士。明治時代の官吏。国学者。神職。佐渡県権知事、相川県権令。本姓は衣笠。通称は初め田中良達、新庄恒蔵、五郎。変名に池田謙斎。雅号に真木園。

## 経歴
因幡国高草郡村上村に生まれる。新武男の父。国学を飯田秀雄に、紀州にて医学を、和歌を加納諸平に学ぶ。
1860年（万延元年）国書掛となり、国学局教授に転任。1862年（文久2年10月）国事周旋方となり京都に上った。1863年（文久3年）本圀寺事件に参加し、大坂の獄につながれ、1867年（慶応3年）赦されて出獄した。
1868年（明治元年4月）内国事務局書記、12月には権弁官となり、1869年（明治2年2月）奥羽民政巡察使を兼任し奥羽巡回中、7月に佐渡県権知事となる。1871年（明治4年）佐渡県が相川県になると11月、同権令に任じた。
1872年（明治4年12月）免官し、のち1890年（明治23年）12月、宇倍神社宮司となった。1900年（明治33年）3月9日、鳥取上町に没した。著作に「万葉集摘英新釈」「催馬楽解」などがある。